# Liga Nacional de Nueva Zelanda 1971
La Liga Nacional de Nueva Zelanda 1971 fue la segunda edición de la antigua primera división del país. El número de equipos se incrementó de 8 a 10 y se comenzó a implementar un sistema de ascensos y descensos en donde el último equipo de la tabla perdería el derecho a jugar en el campeonato del próximo año.
El Eastern Suburbs se proclamó campeón y el Western Suburbs descendió por haber marcado menos goles que el Wellington United luego de igualar en puntos con dicho club.

## Promoción
Los ganadores de la edición de 1970 de la Northern, Central y Southern League se enfrentaron entre sí con un sistema de todos contra todos para definir a los dos equipos que participarían en la Liga Nacional 1971.

### Participantes
| Equipo                | Ciudad     | Liga            |
| --------------------- | ---------- | --------------- |
| Mount Albert-Ponsonby | Auckland   | Northern League |
| Waterside             | Wellington | Central League  |
| Caversham AFC         | Dunedin    | Southern League |

### Posiciones
| Pos | Equipo                | PJ | G | E | P | GF | GC | Dif | Pts |
| --- | --------------------- | -- | - | - | - | -- | -- | --- | --- |
| 1   | Mount Albert-Ponsonby | 4  | 2 | 2 | 0 | 7  | 2  | 5   | 6   |
| 2   | Caversham AFC         | 4  | 1 | 2 | 1 | 5  | 4  | 1   | 4   |
| 3   | Waterside             | 4  | 0 | 2 | 2 | 2  | 8  | -6  | 2   |

J: partidos jugados; G: partidos ganados; E: partidos empatados; P: partidos perdidos; GF: goles a favor;
 GC: goles en contra; DG: diferencia de goles; Pts: puntos

| \| \| Clasificación a la Liga Nacional \| |                                  |
|                                           | Clasificación a la Liga Nacional |

## Equipos participantes
| Equipo                      | Ciudad       | Liga            |
| --------------------------- | ------------ | --------------- |
| University-Mount Wellington | Auckland     | Northern League |
| Eastern Suburbs             | Auckland     | Northern League |
| Blockhouse Bay              | Auckland     | Northern League |
| Mount Albert-Ponsonby       | Auckland     | Northern League |
| Western Suburbs             | Porirua      | Central League  |
| Stop Out                    | Lower Hutt   | Central League  |
| Gisborne City               | Gisborne     | Central League  |
| Wellington United           | Wellington   | Central League  |
| Christchurch United         | Christchurch | Southern League |
| Caversham AFC               | Dunedin      | Southern League |

## Clasificación
| Pos | Equipo                      | PJ | G  | E | P  | GF | GC | Dif | Pts |
| --- | --------------------------- | -- | -- | - | -- | -- | -- | --- | --- |
| 1   | Eastern Suburbs             | 18 | 12 | 4 | 2  | 51 | 23 | 28  | 28  |
| 2   | University-Mount Wellington | 18 | 11 | 3 | 4  | 51 | 22 | 29  | 25  |
| 3   | Christchurch United         | 18 | 9  | 5 | 4  | 43 | 20 | 23  | 23  |
| 4   | Blockhouse Bay              | 18 | 9  | 4 | 5  | 45 | 25 | 20  | 22  |
| 5   | Gisborne City               | 18 | 8  | 5 | 5  | 35 | 33 | 2   | 21  |
| 6   | Caversham AFC               | 18 | 6  | 3 | 9  | 25 | 44 | -19 | 15  |
| 7   | Mount Albert-Ponsonby       | 18 | 4  | 4 | 10 | 20 | 32 | -12 | 12  |
| 8   | Stop Out                    | 18 | 3  | 6 | 9  | 25 | 45 | -20 | 12  |
| 9   | Wellington United           | 18 | 4  | 3 | 11 | 21 | 50 | -29 | 11  |
| 10  | Western Suburbs             | 18 | 3  | 5 | 10 | 18 | 43 | -25 | 11  |

J: partidos jugados; G: partidos ganados; E: partidos empatados; P: partidos perdidos; GF: goles a favor;
 GC: goles en contra; DG: diferencia de goles; Pts: puntos
|  | Desafiliación para la próxima temporada |

| Bandera de Nueva Zelanda          |
| Campeón Eastern Suburbs 1º título |